# التكيف النفسي

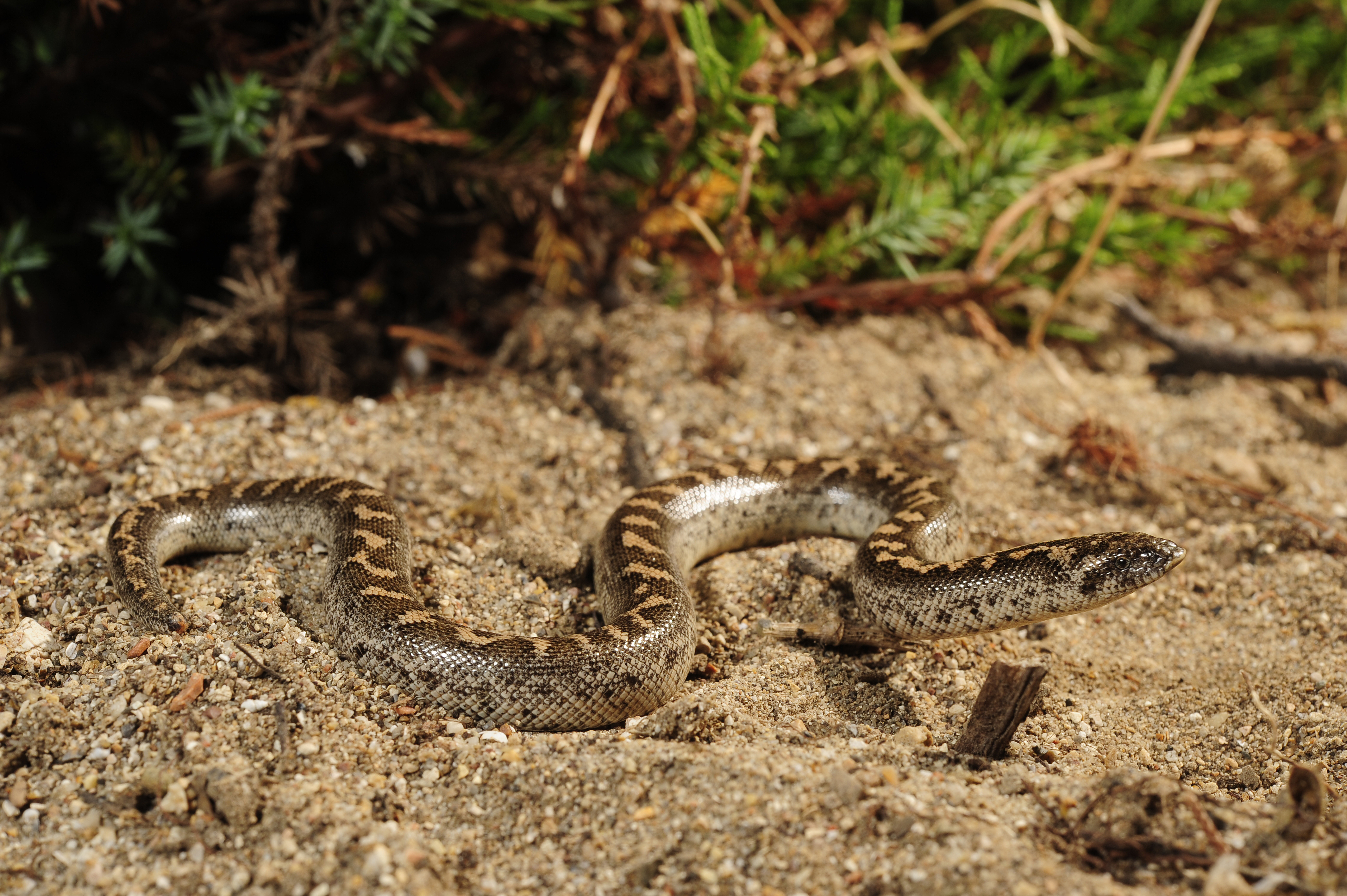

التكيف النفسي هو سمة وظيفية أو معرفية أو سلوكية تساعد الكائن الحي في بيئته. ويندرج التكيف النفسي ضمن نطاق الآليات النفسية المتطورة (EPMs)، ومع ذلك، تشير تلك الآليات إلى مجموعة أقل تقييدًا. إذ تشمل التكيفات النفسية فقط السمات الوظيفية التي تزيد من تأقلم الكائن الحي، في حين يشير (EPMs) إلى أي آلية نفسية تطورت من خلال عمليات التطور. هذه الآلية الإضافية هي نتاج ثانوي لعلم الأحياء النمائي التطوري للأنواع (كالسناجب) وكذلك السمات اللاوظيفية التي لم تعد تفيد في كفاءة الكائنات الحية. وقد يكون من الصعب معرفة ما إذا كانت إحدى السمات لاوظيفية أم لا، لذا فإن بعض الأدبيات تكون أكثر تساهلًا وتشير إلى السمات اللاوظيفية على أنها تكيّف، على الرغم من أنها لم تعد لديها وظائف تكيفية. على سبيل المثال، يبدو أن المواقف والسلوكيات المتعلقة بكراهية الأجانب لها بعض التأثيرات على EPM فيما يتعلق بالنفور المرضي، ومع ذلك، ففي بعض البيئات قد يكون لهذه السلوكيات في الواقع تأثير ضعيف على كفاءة الشخص. تعتمد مبادئ التكيف النفسي على نظرية التطور لداروين وهي مهمة لمجالات علم النفس التطوري والبيولوجيا والعلوم المعرفية.

## نظرية داروين

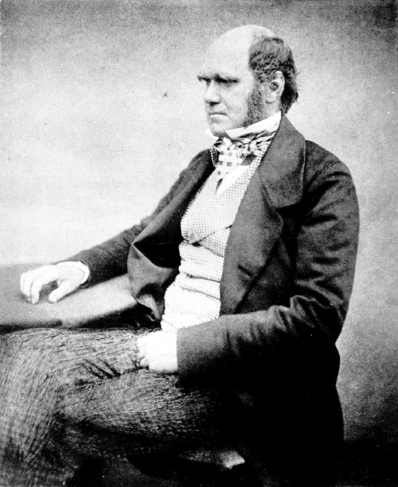
تشارلز داروين في الـ 51 من عمره

طرح تشارلز داروين نظريته للتطور في كتاب «أصل الأنواع» (1859). تقول نظريته أن عمليات التكيف هي سمات تنشأ عن الضغوط الانتقائية التي يواجها النوع في بيئته. ويلزم أن تكون عمليات التكيف فعالة؛ فإما أن تكون فرصة بقاء الكائن الحي أو تحوله ليتكيف، ثم تنتقل إلى الجيل التالي من خلال عملية الانتقاء الطبيعي هذه. التكيفات النفسية هي تلك الصفات التكيفية التي نعتبرها إدراكية أو سلوكية. ويمكن أن يندرج تحت ذلك: الاستراتيجيات الاجتماعية الواعية، والاستجابات العاطفية اللاواعية (الشعور بالذنب، والخوف، وما إلى ذلك)، أو الغرائز الأكثر فطرية. وينظر أخصائيو علم النفس التطوري إلى عدد من العوامل مثل: الوظيفة والتعقيد والكفاءة والإحاطة، على أنها تحدد التكيّف النفسي. ويُعتبر العقل المكيّف نصًا أساسيًا في علم النفس التطوري، ويزيد من اندماج النظرية الداروينية في علم النفس الحديث.

## التكيف المتطور مقابل السلوك المكتسب
برز مجال للخلاف بين علماء النفس التطوريين والعلماء الإدراكيين والسلوكيين حول تحديد ما يعتبر تكيفًا نفسيًا وما يعتبر سلوكًا مكتسبًا. عند شرح السلوكية بعض السلوكيات كاستجابة انفعالية، قد ترد الإدراكية بأن هذه السلوكيات تنشأ من التكيف النفسي الذي يضع التفضيل لهذا السلوك. يقترح أخصائيو علم النفس التطوري أن يكون علم النفس البشري يتكون أساسًا من تكيفات نفسية، وهو ما يعارضه نموذج الصفحة البيضاء أو النموذج الفارغ لعلم النفس البشري. ويميل السلوكيون الأوائل، مثل: بي. إف سكينر، إلى النموذج الفارغ، وأن السلوكيات والغرائز الفطرية قليلة، ويشير بعض السلوكيين إلى أن السلوك الفطري الوحيد هو القدرة على التعلم. من ناحية أخرى، يعرض ستيفن بينكر المنظور المعرفي في كتابه «النموذج الفارغ» ويتحدى فيه نموذج الصفحة الفارغة ويجادل بأن السلوك البشري يتشكل من خلال التكيفات النفسية.
يمكن ملاحظة هذا الاختلاف في النظرية في البحث عن التفضيلات الجنسية البشرية الحديثة، إذ يجادل علماء السلوك أن الجاذبية له تأثيرات مشروطة، مثل وسائل الإعلام أو المعايير الثقافية، بينما يجادل آخرون بأنها تعتمد على تكيفات نفسية. ومع ذلك، فإن التفضيلات الجنسية هي أمر صعب اختباره بسبب مقدار التباين والمرونة المعروضين في اختيار الشريك. ويشير القرار المختلط للتكيفات النفسية والسلوكيات الإدراكية إلى التكيف باعتباره قدرة الأنواع على سلوك معين، في حين أن كل كائن حي ما زال بحاجة إلى تكييف لإظهار هذا السلوك. وهذا النهج يمكن أن يفسر اكتساب اللغة فيما يتعلق بنموذج عالم اللغويات والعالم المعرفي نعوم تشومسكي. إذ يدعم نموذجه أن القدرة على اللغة هي تكيف نفسي (يشمل كلًا من هياكل الدماغ الضرورية للغة والتصرف في اكتساب اللغة)، ومع ذلك، يفتقر الأطفال إلى أي اشتقاق معين للغة عند الولادة، ويجب عليهم بدلًا من ذلك تعلم واحدة من بيئتهم.

## الانتقاء الجنسي
مكن تبسيط استراتيجيات التزاوج لكلا الجنسين في تكيفات نفسية مختلفة. هناك أدلة كثيرة على أن تجنب زنا المحارم، وهو الميل إلى تجنب الاتصال الجنسي مع الأقارب المقربين، هو تطور سلوكي متطور. يمكن ملاحظة تجنب زنا المحارم عبر الثقافات عند البشر، وهو واضح في الحيوانات البرية. ويجادل علماء النفس التطوريون بأن تجنب زنا المحارم يحدث بسبب زيادة فرص إنتاج الأطفال ذوي الإعاقات الشديدة عند التزاوج مع الأقارب، ولأن التباين الوراثي يوفر زيادة في اللياقة فيما يتعلق ببقاء الأبناء. الغيرة الجنسية هي سلوك آخر لوحظ في الحيوانات البشرية وغير البشرية ويبدو أنه فطري. ويعتبر بعض علماء النفس التطوريون أن حل المشكلات التجريبية وتفضيل ثابت للأنماط السلوكية بمثابة تكيفات نفسية. مثلًا، قد يكون ميل الإناث إلى تغيير استراتيجياتهن الجنسية عند مواجهة ضغوط تطورية مثل انفصال الوالدين ربما يكون نتيجة للتكيف النفسي.